# FC Odra Petřkovice
Football Club Odra Petřkovice w skrócie FC Odra Petřkovice – czeski klub piłkarski, grający od sezonu 2016/17 do 2020/21 w MSFL (III poziom rozgrywkowy), mający siedzibę w mieście Ostrawa, w dzielnicy Pietrzkowice.

## Historia
Klub został założony w 1936 roku. W sezonie 2015/2016 po raz pierwszy w swojej historii awansował do Moravskoslezskej fotbalovej ligi

## Historyczne nazwy
- 1936 – SK Petřkovice (Sportovní klub Petřkovice)
- 1945 – TJ Sokol Petřkovice (Tělovýchovná jednota Sokol Petřkovice)
- 1967 – TJ Vítězný únor Ostrava (Tělovýchovná jednota Vítězný únor Ostrava)
- 1990 – HTJ Odra Ostrava (Hornická tělovýchovná jednota Odra Ostrava)
- 1995 – FC Odra Petřkovice (Football Club Odra Petřkovice)

## Stadion
Domowe mecze klub rozgrywa na stadionie o nazwie Stadion Odra Petřkovice, położonym w mieście Ostrawa. Stadion może pomieścić 1500 widzów.